# 八木徹雄
八木 徹雄（やぎ てつお、1916年（大正5年）1月31日 - 1971年（昭和46年）7月4日）は、自由民主党衆議院議員（5期）。正四位勲二等。

## 経歴
愛媛県越智郡乃万村延喜（現今治市延喜）生まれ。愛媛県立今治中学校卒業後上京し、砂田重政立憲政友会衆議院議員秘書。1937年、大倉高等商業学校卒業。1951年、保守党の最年少議員として、愛媛県議会議員に初当選。日本民主党愛媛県支部幹事長を経て、1958年2月、第27回衆議院議員総選挙愛媛2区補欠選挙に自由民主党で立候補するが、落選。同年5月の第28回衆議院議員総選挙愛媛県第2区に自由民主党から出馬し、初当選。以後、連続5期務める。1963年7月、第2次池田第3次改造内閣文部政務次官 。同年12月、第3次池田内閣文部政務次官。1967年、第2次佐藤第1次改造内閣総理府総務副長官。1970年、衆議院文教委員長。1971年4月、病気のため文教委員長を理事の河野洋平に指名。同年7月、衆議院議員在任中に死去。